# Мінім
Мінім (скорочене позначення:min або♏) (англ. Minim) — аптечна одиниця вимірювання в Британській Імперській та Американській системах мір для рідин. Використовувалася в основному в XIX—XX століттях (в Британській Імперській системі мір для рідин офіційно скасована 1 лютого 1971). Досі використовується в аптеках деяких країн для вимірювання дози ліків.
У Британській Імперській системі мір для рідин 1 Мінім= 1 / 60 рі. драхми = 1 / 20 рі. скрупула = 0,96 ам. Мініма = 0,05919 мл
В Американській системі мір для рідин 1 Мінім= 1 / 60 рі. драхми = 0,06 мл